# هنري كليمان
هنري كليمان (بالإنجليزية: Henry Martin Kleemann) هو ضابط وقائد سرب وطيار مقاتل أمريكي في البحرية الأمريكية، قُتل خلال اشتباك جوي ضد القوات الجوية الليبية يوم 19 أغسطس 1981، في حادثة تُعرف باسم حادثة خليج سرت.

## الاشتباك الجوي
أطلق الأسطول السادس الأمريكي مناورات بحرية وجوية قرب خليج سرت في البحر الأبيض المتوسط في صيف عام 1981. وكانت ليبيا تعتبر الخليج مياهًا إقليمية لها، بحسب تصريحات العقيد معمر القذافي،[بحاجة لمصدر] الذي أعلن مرارًا بأنَّ «خط الموت» حدود بحرية وطنية. رصدت طائرات الاستطلاع الأمريكية أثناء المناورات اقتراب مقاتلتين من نوع ميغ-25 تابعتين لسلاح الجو الليبي، ما أدى إلى اشتباك مباشر مع طائرات غرومان إف-14 توم كات. ووفقًا للمصادر الأمريكية،[بحاجة لمصدر] أسقطت طائرتان ليبيتان، فيما سقطت إحدى الطائرات الأمريكية وقُتل قائدها هنري كليمان. من جهة أخرى، أكدت الروايات الليبية [بحاجة لمصدر] وخطابات القذافي أن الدفاعات الجوية أو المقاتلات الليبية نجحت في إسقاط طائرة أمريكية داخل المجال الجوي الليبي، وأن الطيار الليبي الذي نفّذ العملية كان فني صيانة متخصص أصبح يُلقب بـ «قاتل القطط»، في إشارة إلى طائرة F-14 توم كات الأمريكية.

## الأهمية
شكّل هذا الاشتباك أول مواجهة عسكرية مباشرة بين الولايات المتحدة وليبيا خلال حكم القذافي. واستُخدم الحادث لاحقًا لتعزيز الوجود الأمريكي في المنطقة، بينما احتفت به ليبيا كرمز للصمود والسيادة الوطنية ضد ما وصفته بـ «العدوان الإمبريالي».